# Десантный мотобот типа ДБ пр. 165
Маломерное десантное судно, серийно строившееся в годы Великой Отечественной войны.

## История разработки

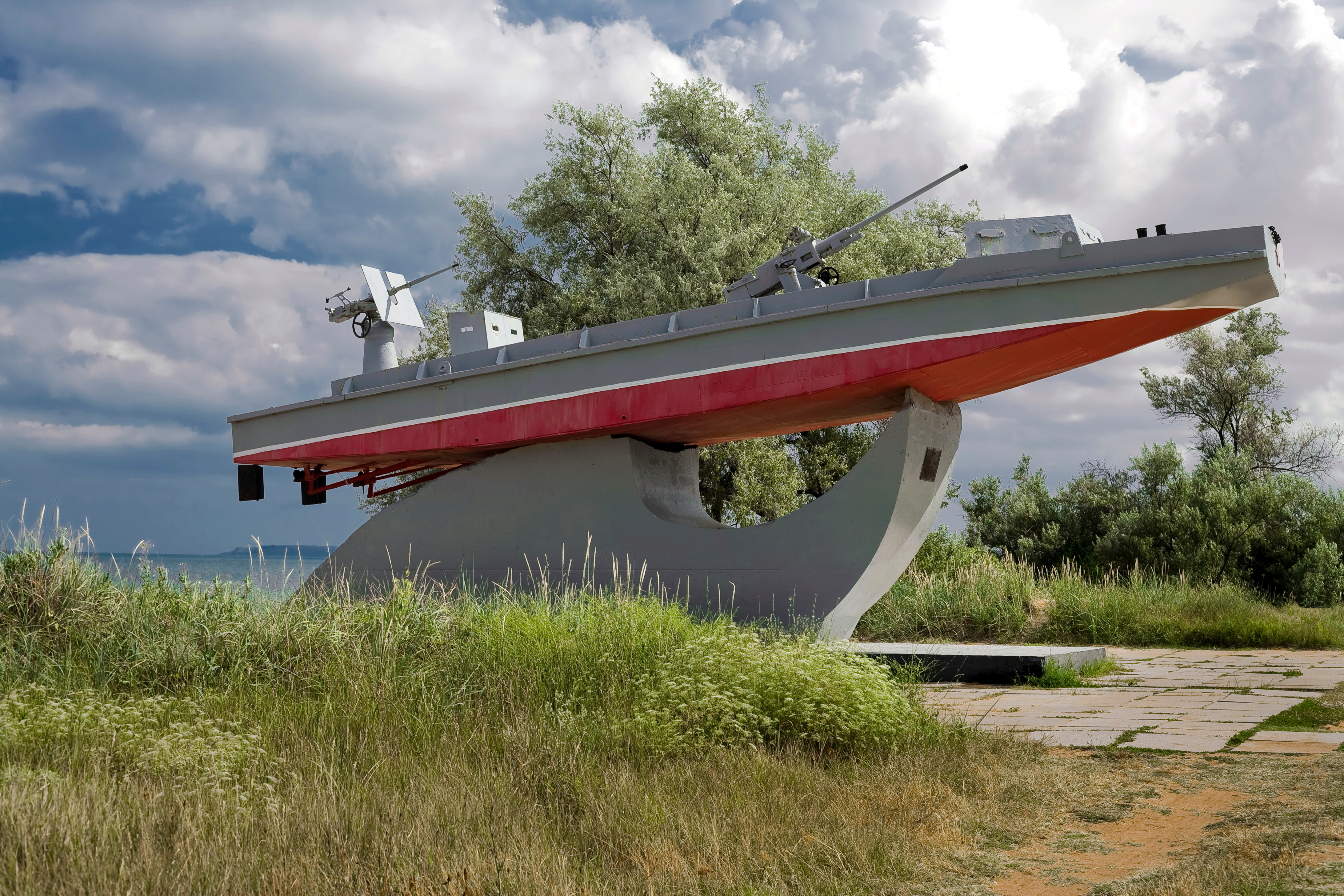
Мотобот ПВО-24 (командир лейтенант Николай Николаевич Карпович), погибший со всем экипажем и десантом в Камыш-Бурунской бухте в ночь с 25 на 26 ноября 1943 г. в бою с немецкой быстроходной десантной баржей, поднятый со дна, и установленный в 1978 году как памятник Эльтигенскому десанту в пос. Героевское

### Мотобот ДБ
В конце 1941 года Горьковское ЦКБ-51 получило задание разработать цельнометалический моторный катер для высадки речных и морских десантов для замены довоенных десантных средств. Под руководством П. М. Кожевникова на основе проекта одновинтового моторного понтона конструкции подполковника И. И. Неговского был разработан проект низкобортного плоскодонного катера длиной 13,6 м, шириной 3,4 м, с осадкой 0,6 м, высотой борта 1,1 м и водоизмещением 15,5 тонн и оборудованного двумя автомобильными моторами (по проекту карбюраторными от грузовиков ЗиС-5, мощностью 73 л. с., однако ставили также двигатели ГАЗ). Размеры катера позволяли перевозить его по железной дороге. У катера был открытый трюм с сидениями по бортам и торцам, причем сиденья одновременно выполняли функцию воздушных ящиков. Катер вмещал 60 десантников с полным вооружением. Экипаж катера составлял 3 человека (старшина, моторист и сигнальщик). Строительство катеров было поручено гороховецкому заводу №343 НКСП, в конструкторском бюро которого проект был доработан под руководством П. А. Балуева.
Строительство началось в 1942 году. За 1942–1944 годы в Гороховце было построено 58 единиц для Волжской флотилии и Черноморского флота, в 1944-1945 годах - 5 для Северного флота и 12 для Балтийского флота. Также в 1942-1943 годах были построены 20 катеров ПВО для Волжской флотилии, а в 1944 году — 4 минных катера (с реактивными установками) для Днепровской флотилии. В 1943-1944 годах были построены 9 плавучих артиллерийских батарей и 2 плавучих зенитных батареи.
Со второй половины 1942 года катера строились на судоверфи НКРФ в г. Дзержинске Горьковской области. 20 десантных катеров в октябре 1943 года были переданы в состав Черноморского флота. В 1943-1944гг было построено 10 катерных тральщиков и 20 катеров ПВО для Днепровской флотилии.

### Батарея ДБ
На базе спаренных мотоботов на заводе №343 были построены 9 плавучих артиллерийских батарей, вооружённых одним морским 100-мм орудием Б-24БМ и двумя пулемётами ДШК на открыто стоящих тумбах, которые вошли в состав Волжской и Днепровской флотилий. Конструкция батареи была разборной, благодаря чему её можно было перевозить частями на железнодорожных платформах.